# Sfeir
Sfeir ist der Familienname folgender Personen:
- Antoine Sfeir (1948–2018), libanesisch-französischer Politologe, Autor und Herausgeber
- Dahd Sfeir († 2015), uruguayische Schauspielerin
- Nasrallah Boutros Sfeir (1920–2019), Patriarch der libanesischen Maroniten
- Samir Sfeir (* 1961), libanesischer Komponist
- Selim Jean Sfeir (* 1958), libanesischer Geistlicher, maronitischer Erzbischof von Zypern